# دویدن (فیلم ۱۹۹۷)
دویدن (به هندی: Daud) فیلمی محصول سال ۱۹۹۷ و به کارگردانی رام گوپال وارما است. در این فیلم بازیگرانی همچون سانجی دات، اورمیلا ماتوندکار، پارش راوال، مانوج باجپایی ایفای نقش کرده‌اند.